# Estella

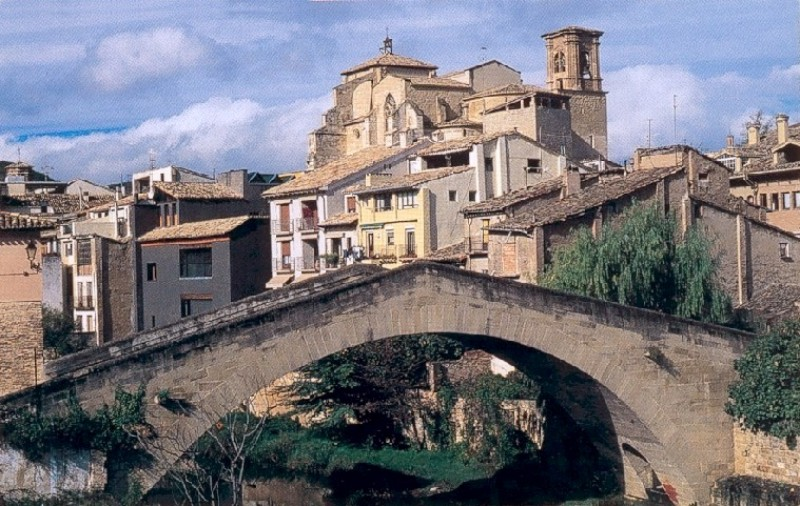
Puente Picudo w Estella

Estella (w jęz. baskijskim Lizarra) – miasto w północnej Hiszpanii w prowincji Nawarra.
W średniowieczu było ważnym przystankiem na szlaku pielgrzymek do Santiago de Compostela oraz siedzibą dworu Królestwa Nawarry. W XIX wieku Estella była główną twierdza karlistów.
Ośrodek handlu i turystyki górskiej, a także jest ważnym miejscem przystankowym dla pielgrzymów na Drodze św. Jakuba, zmierzających do Santiago de Compostela.
W mieście rozwinął się  przemysł spożywczy oraz ceramiczny.

## Zabytki
- XII-wieczny kościół San Pedro de la Rúa, którego portal  zawiera wpływy stylu mudejar;
- romański pałac Palacio de los Reyes de Navarra z ekspozycja dzieł sztuki Nawarry;
- kościół San Juan Baptista;
- kościół San Miguel